# Ordem Maximiliana da Baviera para Ciência e Arte

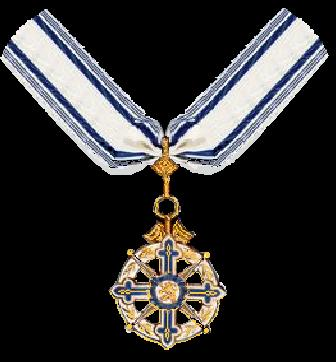
Ordem Maximiliana da Baviera

A Ordem Maximiliana da Baviera para a Ciência e a Arte (em alemão:  Bayerischer Maximiliansorden für Wissenschaft und Kunst) foi estabelecida pela primeira vez em 28 de novembro de 1853 pelo Rei Maximiliano II da Baviera. É concedido para reconhecer e recompensar realizações excelentes e notáveis no campo da ciência e da arte. A partir de 1933 (com o início do regime nazista) a ordem deixou de ser concedida, até 1980, quando foi reintegrada pelo então Ministro-Presidente do Estado Livre da Baviera, Franz Josef Strauß. Os joalheiros de Munique Hemmerle são responsáveis por fazer a medalha desde 1905.

## Preâmbulo
Na continuação da tradição bávara, foi criada a Ordem Maximiliana da Baviera para a Ciência e a Arte. É concedido para recompensar realizações notáveis no campo da ciência e da arte. (Em Fortsetzung alter bayerischer Tradition wird der Bayerische Maximiliansorden für Wissenschaft und Kunst geschaffen. Mit ihm sollen herausragende Leistungen auf dem Gebieten von Wissenschaft und Kunst ausgezeichnet werden.) 

## Critério
A Ordem Maximiliana é concedida preferencialmente a cientistas e artistas alemães. Não se restringe aos cidadãos da Baviera. A ordem foi instituída em uma turma e duas seções (ciências e artes). A ordem é restrita a 100 membros vivos.

## Procedimento de nomeação
O Ministro-Presidente, o Ministro de Estado da respectiva pasta e as duas secções da ordem são elegíveis para nomear novos membros. Essas propostas são avaliadas por um comitê consultivo (Ordensbeirat). Apresenta a sua recomendação ao Ministro-Presidente para a decisão final.
O comitê consultivo consiste em:
- o Presidente do Landtag da Baviera,
- o membro do governo que é deputado do Ministro-Presidente,
- o Ministro de Estado das Ciências, Pesquisa e Artes,
- o Presidente da Academia de Ciências da Baviera,
- o Presidente da Academia de Belas Artes da Baviera,
- o presidente de uma das faculdades de arte da Baviera (Kunsthochschulen),
- o presidente de uma das universidades bávaras e
- um representante das ciências aplicadas, que é nomeado pelo Ministro-Presidente.

Todos os membros do comitê consultivo são selecionados por um período de cinco anos. O comitê decide com a maioria de seus membros.

## Membros
De 1980 a 2018, o pedido foi concedido a 222 destinatários. O número de membros vivos da ordem não excede 100. Em dezembro de 2018, havia 95 membros vivos na ordem.
De 1853 a 1932, a ordem foi emitida 351 vezes.